# Sahara (mangá de 1973)
Sahara (サハラ) foi um mangá publicado entre 1973 e 1976 por Kazuo Koike e Jin Hirano. A obra se passa durante a Guerra Colonial de Angola.

## Enredo
Sahara, a legião estrangeira feminina, é um grupo mercenário associado as Forças Armadas de Portugal. Além de lidar com missões especiais, o mangá recua no passado de cada mulher e mostra o que levou cada uma a se tornar assassina.

## Publicação
A obra foi publicada em 62 capítulos. Ao longo dos anos foi publicada em duas versões com oito volumes e uma com nove volumes. Abaixo a versão bunkobon
| Número | Título | Tradução              |
| ------ | ------ | --------------------- |
| 1      | 嫖の巻 | Livro do cliente      |
| 2      | 妖の巻 | Livro da enganação    |
| 3      | 娟の巻 | Livro do charme       |
| 4      | 婀の巻 | Livro da delicadeza   |
| 5      | 媛の巻 | Livro da princesa     |
| 6      | 娃の巻 | Livro da beleza       |
| 7      | 妍の巻 | Livro da graciosidade |
| 8      | 姚の巻 | Livro da admiração    |

1. ↑  CassianoCe (3 de agosto de 2020). «Mangá que se passa em Angola». Consultado em 5 de dezembro de 2020